# Samantha Carter
Samantha Carter, spesso chiamata Sam, è un personaggio immaginario del franchise di Stargate, interpretata dall'attrice anglo-canadese Amanda Tapping.

## Caratteristiche storiche del personaggio

### Prima dell'entrata nell'SG-1
Samantha Carter si unì al Comando Stargate (SGC) nel tentativo di rendere operativo lo stargate dopo molti anni di duro servizio presso il Pentagono. Studiò come cadetto modello dell'aeronautica militare statunitense laureandosi in astrofisica col massimo dei voti e accumulò più di cento ore di volo in territorio nemico, durante la prima guerra del golfo (1990-1991).
A causa della morte della madre in un incidente stradale i rapporti con il padre Jacob Carter divennero molto tesi perché lei lo ritenne indirettamente responsabile. Il fratello di Sam si chiama Mark, è sposato ed ha due bambini, vive a San Diego, ma è un personaggio attivo nella serie solo come comparsa.
Quando venne aperto per la prima volta lo Stargate, Sam fu trasferita per due anni (dal 1994 al 1996) al Pentagono. Il team di Sam creò un'interfaccia di comando per utilizzare lo stargate, sostituendo, anche se solo in maniera parziale, il DHD. In seguito il dottor Jackson capì che i simboli dello stargate erano coordinate spaziali utilizzabili per collegare mondi lontani.

### Prima stagione diStargate SG-1
Un anno più tardi, dopo l'attacco del Goa'uld Apophis venne formata l'SG-1, di cui Sam faceva parte, una squadra operativa per una seconda missione su Abydos comandata dall'allora colonnello Jack O'Neill. Una volta giunti sul pianeta incontrarono Daniel Jackson, che nel film Stargate decise di non tornare sulla Terra per sposarsi con Sha're, il quale li informò della scoperta di un'enorme sala con migliaia di coordinate interplanetarie utilizzabili dallo Stargate (Il cosiddetto cartiglio di Abydos). Samantha Carter e Daniel Jackson capirono che lo Stargate in realtà poteva collegare non solo due mondi (Abydos e la Terra) ma migliaia di pianeti, permettendo così di dare il via a missioni interplanetarie per entrare in contatto con nuove civiltà e trovare un modo per difendersi dai Goa'uld.
Durante l'esplorazione di una piramide Maya, degli archeologi scoprirono un Sarcofago (utilizzato dai Goa'uld, per curare le ferite gravi); quando lo aprirono Hathor si svegliò e li uccise tutti, per poi arrivare fino al comando dello Stargate seguendo le tracce del Naquadah. Hathor era la moglie di Ra, un potente signore del sistema, era la dea della bellezza e della fertilità in moltissime civiltà antiche ed essendo anche una regina madre Goa'uld era in grado di generare nuove larve. Grazie a sostanze chimiche rilasciate nell'area riuscì a prendere il controllo di ogni maschio presente nella base. Solo le donne e Teal'c (protetto dal suo simbionte) erano immuni a questo veleno. Samantha Carter, la dottoressa Janet Fraiser e Teal'c coordinarono le operazioni contro i piani di Hathor, ovvero utilizzare l'SGC come nido e infestare la Terra con le sue larve. Il piano riuscì, ma Hathor riuscì a scappare.
Dopo un attacco ad Apophis Sam ed il resto dell'SG-1 vennero uccisi, ma furono in seguito riportati in vita dalla popolazione indigena del pianeta tramite i suoi misteriosi poteri.
Durante una missione per lo studio di un buco nero su Hanka (P8X-987), una squadra del Comando Stargate ("squadra SG") si accorse che l'intera popolazione era stata sterminata da una misteriosa pandemia. L'unica sopravvissuta, una bambina di circa 12 anni di nome Cassandra, legò molto con Sam, ma dopo un esame approfondito si scoprì che all'interno del suo corpo era presente una bomba costruita con tecnologia aliena. Quando fu chiaro che la bomba stava per esplodere Cassandra venne trasferita in un bunker sotterraneo in attesa del suo destino e Sam, sconvolta dalla notizia, decise di rischiare la sua vita per salvarla, riuscendo infine nell'intento.
Una tremenda esplosione su un pianeta vicino a P3X-7763, la patria dei Tollan, mandò quest'ultimo fuori dalla sua orbita originale, causandone una lenta ma irreversibile distruzione. L'SG-1 prestò soccorso agli abitanti del pianeta accogliendoli come rifugiati sulla Terra. In questa occasione Sam incontrò Narim, di cui si innamorò. Fu un amore impossibile perché Omoc, comandante dei profughi Tollan, vietò a Narim di socializzare con i terrestri a causa della sua convinzione che i Tau'ri fossero troppo primitivi per avere qualunque tipo di relazione personale o diplomatica; contravvenendo agli ordini ricevuti dal suo comandante, Narim regalò a Sam un "registratore di sensazioni" e lei in cambio gli donò un gatto.
Nell'episodio "Trasferimento di Coscienze", l'intera squadra SG-1 venne clonata e le loro coscienze copiate all'interno di macchine cibernetiche identiche agli originali. Le copie erano così perfette che solo dopo un controllo medico si accorsero di essere delle macchine. Tutto si risolse quando Harlan spiegò loro la verità.
Nell'ultimo episodio della prima stagione, dopo un attimo di esitazione, si unisce a suoi amici nel tentativo di salvare la Terra.

### Seconda stagione diStargate SG-1
Nell'episodio "Il sicario" sul pianeta Nasya, durante il tentativo di salvare la popolazione locale, un Goa'uld si impossessò di Sam. Solo Cassandra si accorse della presenza del Goa'uld, lo rivelò a Jack O'Neill e Carter venne immediatamente arrestata. Successivamente, la larva rivelò a Teal'c di essere un Tok'ra (una razza parassitaria in contrapposizione ai Goa'uld) e di chiamarsi Jolinar di Malkshur. Quest'ultima disse di essere molto dispiaciuta per aver dovuto nascondersi all'interno di Sam senza il suo consenso. Affermò di essere stata costretta a farlo perché un Ashrak, un sicario Goa'uld, la stava inseguendo per ucciderla e disse che avrebbe voluto lasciare il pianeta per poi liberare Samantha Carter una volta trovato un corpo ospite effettivamente consenziente. Jolinar non riuscì a far capire agli uomini la differenza tra i Tok'ra e i Goa'uld. Dopo l'aggressione dell'Ashrak, che attraversò lo Stargate durante le operazioni di salvataggio, Sam fu gravemente ferita e Jolinar decise di sacrificarsi per salvarle la vita, lasciandole in eredità la sua memoria genetica, che permise in seguito a Sam di contattare altri Tok'ra.
Durante l'episodio "Fuga di notizie" entrò a far parte della serie il generale Jacob Carter, padre si Sam, il quale credeva che sua figlia lavorasse ad un progetto di trasmissioni a distanza nello spazio profondo, perciò le offrì l'opportunità di entrare a lavorare alla NASA come astronauta, ma Sam rifiutò l'offerta; Jacob Carter apprese la notizia con enorme disappunto e successivamente rivelò a Sam di avere solo pochi mesi di vita a causa di un cancro in fase terminale e le chiese di evitare di telefonargli.
Nell'episodio "Simbiosi", tramite un ricordo di Jolinar si scoprì l'esistenza dei Tok'ra, una razza in conflitto con i Goa'uld. Sam ricordò che Jolinar aveva avuto una relazione durata più di 100 anni con Lantash e il suo ospite Martouf. Nella seconda parte dell'episodio iniziarono i primi rapporti fra i Tau'ri e i Tok'ra. Jacob, ormai morente a causa del cancro, accettò di diventare ospite di Selmak in cambio delle sue capacità curative. L'SG-1 scoprì una spia all'interno delle file Tok'ra, dimostrando che i Tau'ri avrebbero potuto diventare amici ed alleati fidati. Questo fu un passo fondamentale nel proseguimento della storia. Durante lo studio di un buco nero su P3W-451, a causa della sua enorme energia, lo stargate rimase bloccato in entrata. L'enorme gravità generata del buco nero, iniziò a rallentare il tempo, risucchiando l'intero comando SGC e successivamente anche la Terra avrebbe fatto la stessa fine. Samantha Carter ebbe l'idea giusta per chiudere il collegamento. Alla fine della stagione viene catturata da Hator insieme a Jack e Daniel.

### Terza stagione diStargate SG-1
Alla base della tecnologia Goa'uld c'è un minerale chiamato Naquadah. Grazie all'unione e al successivo sacrificio di Jolinar, nel sangue di Sam venne rilasciato del Naquadah che gli permise di poter fare funzionare un guanto Goa'uld, che utilizzò per combattere ed uccidere Seth, e di percepire la presenza dei Goa'uld a distanza.
Nell'episodio "Bersaglio facile", Samantha Carter venne promossa da capitano a maggiore.
Negli episodi "I ricordi di Jolinar" e "Dominazioni" l'SG-1 fu mandata su una luna di Delmak chiamata Ne'tu, una severissima prigione governata da Bynarr, servo fedele di Sokar, al fine di salvare Jacob Carter e il suo simbionte Selmak, che si trovavano lì imprigionati; Sam, grazie ai ricordi di Jolinar, riuscì insieme al resto della squadra ad evadere.
Nell'episodio "Attacco alla Terra", degli alieni entrarono clandestinamente attraverso lo stargate e crearono delle copie olografiche degli addetti dell'SGC. Per via delle sostanze rilasciate nel sangue dai loro simbionti, solo Teal'c e Sam non furono duplicati. Sam contattò Harry Maybourne, il quale inizialmente non credette alla sua versione e avvertì in buona fede le copie olografiche di Jack O'Neill e Daniel Jackson. Durante il ritorno in aereo al Comando Stargate, a causa di un'imperfezione degli ologrammi, Maybourne capì che Sam aveva ragione, quindi uccise insieme a quest'ultima i cloni. Samantha Carter trovò un metodo per smascherare gli alieni ed ucciderli e l'SGC venne liberata dalla minaccia aliena.
Come anche a tutti gli altri membri dell'SG1, nell'episodio "Urgo" a Sam venne impiantato un chip nel cervello che la fece soffrire per un breve periodo di allucinazioni.
Nell'episodio "Hundred Days" Jack venne dichiarato MIA dopo essere rimasto bloccato su un pianeta, Edora. Sam lavorò tre mesi senza sosta per riuscire a far tornare a casa il Colonnello. Durante uno dei tanti giorni, Janet Fraiser le si avvicinò e disse: "Le manca." Riferendosi al colonnello. Sam rispose: "Si." "E questo è un problema?" Chiese Janet riferendosi ai ranghi. "No".
Poco tempo dopo, grazie a Sam, l'SG1 riuscì a riportare Jack a casa. Mentre erano ancora su Edora, O'Neill chiese a Laira, una donna che aveva incontrato sul pianeta e di cui era molto, troppo, amico di venire con lui sulla Terra: nonostante il rifiuto della donna, Sam ne rimase profondamente ferita.

### Quarta stagione diStargate SG-1
Nell'episodio "Piccole vittorie" Thor, comandante supremo della flotta Asgard, chiese aiuto agli umani per salvare il proprio pianeta dai Replicatori. Sam si offrì volontaria per andare sul pianeta natale Asgard e con uno stratagemma riuscì a respingere l'invasione dei Replicatori. Questo aumentò la stima degli Asgard nei confronti dei Tau'ri.
Nell'episodio "Dividere e conquistare - 4.05" i Tok'ra e i Tau'ri formalizzaronoo un'alleanza che i Goa'uld cercarono di fermare tramite l'introduzione di uno Za'tarc inconsapevole, Martouf. A Martouf venne fatto il lavaggio del cervello per uccidere il Presidente degli Stati Uniti ed il rappresentante dei Tok'ra e successivamente suicidarsi. Martouf non riuscì nel suo intento e Sam, seppur con enorme dispiacere, lo uccise. Alla fine l'alleanza venne firmata. Si scoprì che Sam e Jack O'Neill erano sentimentalmente legati, ma a causa dei regolamenti militari la loro storia non aveva potuto svilupparsi: da quel momento il rapporto tra il Colonnello e il Maggiore cambiò, diventando un poco più amichevole.
Nell'episodio "Prodigio" Samantha Carter, durante un lezione di astrofisica alla Air Force Academy, incontrò Jennifer Hailey, un cadetto prodigio ma con enormi difficoltà comportamentali. Dopo l'ennesima rissa, Sam fece pressione sul direttore dell'accademia per evitare l'espulsione di Jennifer Hailey. Dopo aver avuto l'autorizzazione da parte del generale George Hammond, Samantha Carter decise di mostrare il progetto Stargate a Jennifer Hailey con la promessa che se avesse finito l'accademia sarebbe diventata un membro della SGC.
Nell'episodio "Entità", durante l'invio del MALP su un pianeta, una forma di vita elettrica riuscì entrare al comando SG anche se lo Stargate era aperto in uscita. L'entità prese il comando dei computer dell'intera base, scaricò la mente di Samantha Carter nei sistemi informatici dell'SGC e prese possesso del suo corpo. Durante il tentativo di fuga, l'entità venne uccisa ed anche se il corpo di Sam era intatto la sua l'attività cerebrale era piatta. In seguito scoprirono che l'entità, prima di morire, aveva costruito attraverso componenti elettronici un computer di progettazione aliena, al cui interno aveva posto la coscienza di Sam. La dottoressa Fraiser creò un collegamento tra il computer alieno e il corpo di Samantha, riuscendo infine a ridarle la memoria.
Nell'episodio "Esodo" Jacob Carter e Sam fecero esplodere una stella, distruggendo gran parte della flotta di Apophis.

### Quinta stagione diStargate SG-1
Nell'episodio "Ascensione", durante una missione su Velona si scoprì una tecnologia aliena estremamente avanzata, che poi si rivelò essere un'arma potentissima. Il colonnello Frank Simmons, agente del NID, fece pressione per attivarla il prima possibile. Nel frattempo un Asceso di nome Orlin attraversò lo Stargate, seguì Sam fino a casa sua e dopo qualche giorno decise di comunicare con lei: Sam segnalò il fatto all'SGC, il quale controllò l'intera casa senza alcun risultato. Tutti credettero che Samantha fosse stressata e venne esonerata per qualche tempo dal servizio. Orlin prese sembianze umane, perdendo ogni potere e restò a vivere per breve tempo a casa di Sam; dopo qualche tempo entrambi furono attratti l'uno dall'altra. Gli Ascesi sono soggetti a rigidissime regole, tra cui quella di non intervento sul corso delle civiltà, ma Orlin decise in ogni caso di fornire ai veloniani i progetti per la creazione di un'arma al fine di difenderli da un'imminente invasione dei Goa'uld. Poco tempo dopo i veloniani utilizzarono questa tecnologia nell'intento di colonizzare altri pianeti: gli Ascesi intervennero e distrussero l'intera popolazione per riparare il danno commesso da Orlin, il quale venne punito con l'esilio eterno su Velona. Samantha Carter capì che se l'arma fosse stata attivata, i Tau'ri avrebbero fatto la stessa fine dei veloniani; Sam cercò inutilmente di evitare la sua attivazione e nel frattempo, Orlin comprò attraverso Internet del materiale per costruire uno Stargate nella cantina di Samantha Carter, per raggiungere con quest'ultima Velona e nel tentativo di distruggere l'arma perse la vita; gli Ascesi dopo questo gesto lo perdonarono, riaccettandolo nella loro comunità.
Nell'episodio "Misure disperate", Sam venne rapita da un gruppo di scienziati senza scrupoli. Maybourne, in segreto, disse a Jack di aver venduto un simbionte per 3 milioni di dollari ad un potente uomo d'affari di nome Adrian Conrad, che utilizzò il simbionte per curarsi, in quanto gravemente malato. Sam, essendo stata un'ospite, venne ritenuta una cavia ideale per capire come rimuovere il Goa'uld dal ricco uomo d'affari, ma grazie all'intervento dell'SG-1 venne portata in salvo.
Nell'episodio "48 ore", a causa della rottura del DHD nel pianeta d'origine, Teal'c rimase intrappolato sotto forma di energia nella memoria interna dello Stargate; il controllo di comando utilizzato per sostituire il DHD era estremamente primitivo, quindi ricevette un errore sconosciuto, ma successivamente Samantha riuscì a capire come salvarlo.

### Sesta stagione diStargate SG-1
Nell'episodio "Passeggiatori notturni - 6.05", il comando SG ricevette una soffiata, la quale li avvertì che in una piccola città di provincia accadevano fatti strani. L'SG-1 fu mandata ad investigare e scoprì che il NID aveva impiantato un simbionte clonato alla popolazione ad insaputa delle istituzioni. I Goa'uld clonati erano estremamente delicati ed a contatto con una determinata sostanza morivano. Il NID perse il controllo dei simbionti e quando Samantha Carter si rese conto che ormai era in trappola, si iniettò la sostanza e successivamente subì l'impianto. Facendo finta di essere posseduta dal simbionte, riuscì ad avvertire le autorità e i Goa'uld vennero catturati.
Nell'episodio "Fumo e specchi", una copia olografica del colonnello Jack O'Neill fu utilizzata per incastrare il vero colonnello e per uccidere il senatore Robert Kinsey. Samantha Carter, grazie ai suoi contatti, riuscì a scoprire che alcune cellule deviate del NID stavano cercando di impossessarsi a scopo commerciale della tecnologia aliena scoperta dalla SGC. Il piano venne sventato e Jack O'Neill non venne accusato di tentato omicidio.
Nella puntata "Metamorfosi - 6.16", l'SG-1 scoprì che Nirrti, un ex signore del sistema, faceva esperimenti genetici sulla popolazione locale per creare un Hok'taur (un essere umano potenziato). La popolazione locale credeva che Nirrti fosse una dea poiché sveva donato loro nuove capacità, come forza sovrumana, telecinesi e telepatia. Quando l'SG-1 cercò di uccidere il Goa'uld, la popolazione li arrestò. Sam era ormai in fin di vita per via degli esperimenti genetici subiti da parte di Nirrti, ma Jack riuscì a convincere la popolazione a rivoltarsi contro il Goa'uld, che lo uccise. In seguito fu possibile invertire gli esperimenti fatti su Samantha Carter.
Nell'episodio successivo durante una missione Jack scompare assieme a Mayburne. Sam inizialmente si dà la colpa e poi inizia a perdere la speranza, iniziando ad avere un comportamento molto teso e polemico, arrivando anche a piangere negli spogliatoi, fatto a cui assiste Teal'c; qualche giorno dopo Sam trova la soluzione tanto attesa e il Colonnello O'Neill viene salvato.

## Relazioni sentimentali
Lungo il corso dei due show, molti uomini si innamorano di Carter o sono attratti da lei. La lista comprende, primo fra tutti Jack O'Neill, il tollan Narim, il Tok'ra Martouf, il Dr. Rodney McKay, Quinto, Orlin, l'agente Malcolm Barrett, Narim, Pete Shanahan, il Dr. Jay Felger, il Tenente Graham Simmons, l'ex-fidanzato Jonas Hanson e Joseph Faxon, suo marito in un possibile futuro.
Molti di questi uomini sono morti nel corso della serie, inclusi Martouf (e il suo simbionte Lantash), Quinto, Narim, Hanson, Faxon e due versioni alternative di Jack O'Neill. Per questo fatto, molti membri del cast e della crew di Stargate SG-1 hanno ironicamente soprannominato Sam Carter "La vedova nera".
Stando a Christopher Judge, l'interprete di Teal'c nel corso della serie, nel corso dei cinquant'anni in cui l'SG1 è rimasta imprigionata nella Prometheus, tra Samantha Carter e Teal'c c'è stato del tenero.
Alla domanda del perché la relazione tra Carter e O'Neill non viene mai confermata nella serie, il produttore Joseph Mallozzi ha dichiarato nel suo blog: "La relazione tra Sam e Jack è piena di complicazioni poiché lui è il suo comandante. Ricercare un qualsiasi tipo di relazione sarebbe stato inappropriato per entrambi e sarebbe stato possibile solo più tardi nella serie, dopo il pensionamento di Jack. Jack e Sam avrebbero potuto stare insieme dopo il pensionamento di Jack, ma non fu mai rappresentato esplicitamente perché non era compito mio. Comunque, nonostante la mancanza di una conferma ufficiale, era naturale che avrebbero dovuto stare insieme dopo gli eventi di Threads e, nella mia mente, Jack e Sam sono stati insieme da quel momento [...]".